# Acid Drinkers
Acid Drinkers (engl. „Säuretrinker“) ist eine polnische Metal-Band.

## Geschichte
Die Band Acid Drinkers wurde am 21. September 1986 in Posen durch Tomasz „Titus“ Pukacki (Gesang, Bass) und Robert „Litza“ Friedrich (Gitarre, Gesang) gegründet. Schon bald wurde das Line-Up mit Darek „Popcorn“ Popowicz (Gitarre) und Piotr „Chomik“ Kulk (Schlagzeug) komplettiert. Sie schrieben erste Songs wie Barmy Army, Del Rocca oder I Mean Acid. Nach einem Monat musste Titus jedoch für zwei Jahre zur Armee. Litza und Popcorn versuchten daraufhin wieder ihre Band Slavoy zu reaktivieren. Daraus wurde jedoch nichts und Popcorn begann bei Wolf Spider und Litza bei Turbo zu spielen.
Nachdem Titus seinen Dienst bei der Armee abgeleistet hatte, wollte er zunächst die Band Los Desperados reaktivieren, doch als dieses Fehlschlug traf er sich mit Popcorn und sie beschlossen Acid Drinkers wieder ins Leben zu rufen. Am Schlagzeug sitzt seitdem Maciek „Slimak“ Starosta. Am 26. August 1989 spielten sie ihr erstes Konzert. Kurz darauf begannen sie mit den Aufnahmen zu ihrem Debütalbum Are You a Rebel?, welches 1990 erschien.
Ende 1998 entschied Litza die Band zu verlassen. Ihn ersetzt Przemysław „Perła“ Wejmann. Mit ihm wurden drei Alben aufgenommen: Amazing Atomic Activity (1999), Broken Head (2000) und Acidofilia (2002). Anfang 2003 jedoch verließ Perła die Band aufgrund von Missverständnissen und einer anderen Zukunftsvorstellung. Nach einer etwa einmonatigen Suche nach einem neuen Gitarristen beakam Tomek „Lipa“ Lipnicki den Job. Nach etwa einem Jahr verließ dieser jedoch wieder die Band und Aleksander „Olass“ Mendyk ersetzte ihn. In der Zeit von 2004 bis 2007 war die Band ausschließlich auf Tour.
Ende 2007 unterschrieben sie einen Vertrag bei Mystic Production, worüber im Juni 2008 ihr Album Verses of Steel erschien.
2010 erschien ihr nächstes Album Fishdick Zwei – The Dick Is Rising Again, dem am 17. Oktober 2012 das Album La Part Du Diable  folgte.

## Diskografie

### Reguläre Alben
- 1990 – Are You a Rebel?
- 1991 – Dirty Money, Dirty Tricks
- 1992 – Strip Tease
- 1993 – Vile Vicious Vision
- 1994 – Fishdick
- 1994 – Infernal Connection
- 1996 – The State of Mind Report
- 1998 – High Proof Cosmic Milk
- 1999 – Amazing Atomic Activity
- 2000 – Broken Head
- 2002 – Acidofilia
- 2004 – Rock Is Not Enough
- 2008 – Verses of Steel
- 2010 – Fishdick Zwei – The Dick Is Rising Again
- 2012 – La Part Du Diable
- 2014 – 25 Cents for a Riff
- 2016 – Peep Show

### Singles
- 1995 – 3 Version 4 Yonash / Acid on the Dance Floor
- 1996 – Pump the Plastic Heart
- 1996 – Walkway to Heaven
- 1997 – (I Can’t Get No) Satisfaction
- 2010 – Love Shack (feat. A. Brachaczek)

### Videoalben
- 2004 – 15 Screwed Years
- 2006 – The Hand That Rocks The Coffin’